# SV Putten
SV Putten, Zaalvoetbalvereniging SV Putten, is een van de twee zaalvoetbalclubs uit Putten. De club speelt in Sporthal Putter Eng in Putten.
SV Putten telt 18 teams, waaronder 1 damesteam. Het eerste elftal (heren) komt uit in de Topklasse (seizoen 2023/24).

## Geschiedenis
SV Putten is opgericht in 1979 door enkele fanatieke en enthousiaste zaalvoetballers. Met 3 teams begon de vereniging onder voorzitter Toon Evers in de zaalcompetitie van de KNVB 'District Oost'. In het begin van de jaren tachtig groeide de vereniging gestaag. Behalve heren-seniorenteams werden er later ook jeugd- en damesteams toegevoegd. Daarmee steeg het ledenaantal naar ruim 100 mensen.
Anno 2024 zijn er ruim 190 leden en speelt de vereniging ook in 'Sporthal de Meeuwen'. Het eerste elftal (heren) is nu voor het derde seizoen op rij actief in de Topklasse.